# Marcello Lippi
Marcello Lippi (11 tháng 4 năm 1948 -) từng là cầu thủ và hiện là huấn luyện viên người Ý. Sinh ra tại Viareggio phía bắc Toscana, ông là huấn luyện viên đội tuyển Ý từ 16 tháng 7 năm 2004 đến 12 tháng 7 năm 2006. Ông đã dẫn dắt đội tuyển Ý giành cup vô địch thế giới năm 2006. Sau khi giành được vinh quang cùng đội tuyển ông đã từ chức vì đã đạt được điều ông mong muốn. Ông tuyên bố sẽ nghỉ hưu sau khi rời ghế HLV đội tuyển Trung Quốc.

## Sự nghiệp cầu thủ
Ông chơi bóng chuyên nghiệp từ năm 1969 với vài trò là một tiền vệ. Ông giành hầu hết sự nghiệp của mình ở câu lạc bộ U.C. Sampdoria từ 1969-1980. Năm 1980 ông chuyển tới chơi cho A.C. Pistoiese và kết thúc sự nghiệp ở câu lạc bộ này.

## Sự nghiệp huấn luyện
Tính đến Ngày 14 tháng 11 năm 2019
| Đội                  | Từ                   | Đến                  | Thống kê | Thống kê | Thống kê | Thống kê | Thống kê |
| ST                   | T                    | H                    | B        | % Thắng  |          |          |          |
| -------------------- | -------------------- | -------------------- | -------- | -------- | -------- | -------- | -------- |
| Pontedera            | tháng 7 năm 1985     | tháng 6 năm 1986     | 34       | 10       | 17       | 7        | 029,41   |
| Siena                | tháng 7 năm 1986     | tháng 6 năm 1987     | 34       | 5        | 14       | 15       | 014,71   |
| Pistoiese            | tháng 7 năm 1987     | tháng 6 năm 1988     | 34       | 10       | 15       | 9        | 029,41   |
| Carrarese            | tháng 7 năm 1988     | tháng 6 năm 1989     | 34       | 10       | 16       | 8        | 029,41   |
| Cesena               | tháng 7 năm 1989     | tháng 6 năm 1991     | 72       | 13       | 25       | 34       | 018,06   |
| Lucchese             | tháng 7 năm 1991     | tháng 6 năm 1992     | 42       | 9        | 22       | 11       | 021,43   |
| Atalanta             | tháng 7 năm 1992     | tháng 6 năm 1993     | 36       | 14       | 9        | 13       | 038,89   |
| Napoli               | tháng 7 năm 1993     | tháng 6 năm 1994     | 36       | 12       | 13       | 11       | 033,33   |
| Juventus             | tháng 7 năm 1994     | 8 tháng 2 năm 1999   | 244      | 137      | 65       | 42       | 056,15   |
| Internazionale       | tháng 7 năm 1999     | 2 tháng 10 năm 2000  | 50       | 25       | 11       | 14       | 050,00   |
| Juventus             | tháng 7 năm 2001     | tháng 6 năm 2004     | 161      | 90       | 39       | 32       | 055,90   |
| Italy                | 16 tháng 7 năm 2004  | 12 tháng 7 năm 2006  | 29       | 17       | 10       | 2        | 058,62   |
| Italy                | 26 tháng 6 năm 2008  | 25 tháng 6 năm 2010  | 26       | 11       | 10       | 5        | 042,31   |
| Guangzhou Evergrande | 17 tháng 5 năm 2012  | 2 tháng 11 năm 2014  | 126      | 82       | 23       | 21       | 065,08   |
| Trung Quốc           | 22 tháng 10 năm 2016 | 25 tháng 1 năm 2019  | 30       | 10       | 9        | 11       | 033,33   |
| Trung Quốc           | 24 tháng 5 năm 2019  | 14 tháng 11 năm 2019 | 7        | 5        | 1        | 1        | 071,43   |
| Tổng cộng            | Tổng cộng            | Tổng cộng            | 995      | 460      | 299      | 236      | 046,23   |

## Thành tích
- Juventus
  - Vô địch Serie A: 1995, 1997, 1998, 2002, 2003
  - Á quân Serie A: 1996, 2002, 2004
  - Vô địch UEFA Champions League: 1996
  - Á quân UEFA Champions League: 1997, 1998, 2003
  - Vô địch Cúp Ý: 1995
  - Vô địch Siêu cúp Ý: 1995, 1997, 2002, 2003
  - Vô địch Siêu cúp châu Âu: 1996
  - Vô địch Cúp liên lục địa: 1996
  - Á quân Cúp UEFA: 1995
- Inter Milan
  - Vô địch Serie A: 2000
- Ý
  - World Cup: 2006
- Quảng Châu Hằng Đại
  - Vô địch Chinese Super League: 2012, 2013, 2014
  - Vô địch Cúp quốc gia Trung Quốc: 2012
  - Vô địch AFC Champions League: 2013
- Cá nhân
  - Huấn luyện viên hay nhất Serie A: 1997, 1998, 2003
  - Huấn luyện viên đội tuyển hay nhất thế giới theo IFFHS: 2006
  - Huấn luyện viên câu lạc bộ hay nhất thế giới theo IFFHS: 1996, 1998
  - Huấn luyện viên của năm (theo tạp chí Onze): 2007